# Banalidade do mal
Banalidade do mal é uma expressão criada por Hannah Arendt (1906–1975), teórica política alemã, em seu livro Eichmann em Jerusalém, cujo subtítulo é "um relato sobre a banalidade do mal".

## Antecedentes
No ano de 1961, 15 anos após o fim da Segunda Guerra Mundial, inicia-se em Israel o julgamento de Adolf Eichmann por crimes de genocídio contra os judeus, durante a guerra. O julgamento, intensamente mediatizado, é envolvido por polêmicas e controvérsias. Quase todos os jornais do mundo enviam correspondentes para cobrirem as sessões, tornadas públicas pelo governo israelense. Uma das correspondentes presentes ao julgamento, como enviada da revista The New Yorker, é a filósofa alemã, naturalizada norte-americana, Hannah Arendt.
Além de crimes contra o povo judeu, Adolf Eichmann foi acusado de crimes contra a Humanidade e de pertencer a uma organização com fins criminosos. O réu se declarou "inocente no sentido das acusações". No entanto, foi condenado por todas as quinze acusações que pesavam contra ele e enforcado em 1962, nas proximidades de Tel Aviv.

## O livro
Em 1963, com base em seus relatos escritos para The New Yorker, sobre o julgamento, Arendt publica um livro — Eichmann em Jerusalém. Nele, ela descreve não somente o desenrolar das sessões, mas faz uma análise do "indivíduo Eichmann". Segundo ela, Adolf Eichmann não possuía um histórico ou traços antissemitas e não apresentava características de um caráter distorcido ou doentio. Ele agiu segundo o que acreditava ser o seu dever, cumprindo ordens superiores e movido pelo desejo de ascender em sua carreira profissional, na mais perfeita lógica burocrática. Cumpria ordens sem questioná-las, com o maior zelo e eficiência, sem refletir sobre o Bem ou o Mal que pudessem causar.
Em Eichmann em Jerusalém, Arendt retoma a questão do mal radical kantiano, politizando-o (ver: ponerologia). Analisa o mal quando este atinge grupos sociais ou o próprio Estado. Segundo a filósofa, o mal não é uma categoria ontológica, não é natureza, nem metafísica. É político e histórico: é produzido por homens e se manifesta apenas onde encontra espaço institucional para isso — em razão de uma escolha política. A trivialização da violência corresponde, para Arendt, ao vazio de pensamento, onde a banalidade do mal se instala.